# Lipa (Oborniki)
Pour les articles homonymes, voir Lipa.
Lipa (prononciation : [ˈlipa]) est un village polonais de la gmina de Ryczywół dans le powiat d'Oborniki de la voïvodie de Grande-Pologne dans le centre-ouest de la Pologne.
Il se situe à environ 10 kilomètres au sud de Ryczywół (siège de la gmina), à 10 kilomètres au nord d'Oborniki (siège du powiat), et à 38 kilomètres au nord de Poznań (capitale de la Grande-Pologne).

## Histoire
De 1975 à 1998, le village faisait partie du territoire de la voïvodie de Piła.

Depuis 1999, Lipa est situé dans la voïvodie de Grande-Pologne.
Le village possède une population approximative de 500 habitants.